# Ivan Ermakov
Ivan Ermakov (en russe : Иван Дмитриевич Ермаков ; né le 6 octobre 1875 à Constantinople et mort le 31 mars 1942 à Saratov, en Russie) est un psychiatre, psychologue, peintre, critique littéraire, un des pionniers de la psychanalyse russe, puis soviétique.

## Biographie
Ivan Ermakov est né dans la famille de Dimitri Ermakov, photographe réputé à Tiflis en Géorgie (pays). Ivan a d'ailleurs vécu à Tiflis dans sa jeunesse.
Il termine le gymnasium de Tiflis, dans la section classique, en 1896.
En 1902, il termine ses études de médecine à la faculté de médecine de l'université de Moscou. Après avoir obtenu son diplôme il devient interne à la clinique de l'université à la section neurologie. Il poursuit ses études et travaille sous la direction de Vladimir Serbsky. Puis il devient assistant de la clinique psychiatrique de l'université de Moscou. Durant les années 1903 et 1904 Ivan Ermakov est un des médecins traitants du peintre Mikhaïl Vroubel avec Pavel Karpov et Fiodor Oussoltsev
À l'époque de la guerre russo-japonaise de 1904—1905 Ermakov est enrôlé dans l'armée et envoyé à Harbin dans un hôpital psychiatriques comme assistant principal du chef du département de psychothérapie. 
Après la guerre il travaille à l'université de Moscou de 1907 à 1921 comme stagiaire, puis assistant, puis chef de clinique. Il enseigne également à l'université.  
En 1941 Ermakov est victime de la répression stalinienne et il meurt en détention en 1942. 

## Activité professionnelles
Parmi ses centres d'intérêts professionnels on peut citer: la psychanalyse dans la création artistique, l'hypnologie, la différenciation des sexes dans les dessins d'enfants, les problèmes posés par le symbolisme.
En 1913, Ermakov participe à des missions scientifiques à l'étranger (Berlin, Paris, Munich, Berne, Budapest). Il rencontre Eugen Bleuler le chercheur suisse spécialisé en en matière de schizophrénie et d'autisme. À son retour en Russie, à l'automne 1913, Ermakov expose à ses collègues de la société de physique et de chimie et à la clinique universitaire ses rapports sur les enseignements de Sigmund Freud et l'application qui peut en être faite en matière de troubles mentaux.
De 1921 à 1925, c'est sous sa direction qu'est éditée la bibliothèque psychologique et psychanalytique dans laquelle sont publiées des traductions de nombreux travaux de Freud et d'une série d'autres psychanalystes. Dans cette même bibliothèque sont également publiés ses propres études psychanalytiques d'œuvres littéraires. Comme critique littéraire, il se heurtait à la vieille école de critiques qui considéraient son point de vue comme une hérésie l'accusant d'être non-marxiste.
En 1922 Ermakov est un des organisateurs de la société russe de psychanalyse qu'il dirigea jusqu'en 1925.  
En 1923, il crée et prend la direction de l'institut d'état de psychanalyse, au sein duquel est enseignée la psychanalyse et où sont organisés des travaux de recherches. Auprès de l'institut, Ermakov dirigeait également une maison pour les enfants de l’association solidarité internationale. Mais dans les années 1930 la psychanalyse est interdite en Russie et Ermakov se limite à des consultations privées tout en restant consultant dans plusieurs cliniques. Par ailleurs il écrit beaucoup mais ne fait pas publier ses travaux.

## Activités culturelles
À côté de son activité scientifique, Ermakov s'intéresse à la peinture et au graphisme. De 1916 à 1921, il participe à une série d'expositions (la 44e exposition des Ambulants , une exposition du Valet de Carreau et d'autres encore). À partir de 1916, il fait partie du groupe artistique Mir iskousstva. Ermakov a aussi été membre de l'académie d'État des beaux-arts. De 1919 à 1923, il est chargé de la direction d'un département de la Galerie Tretiakov.
Ermakov a également participé à toutes les expositions de l'association des artistes Les Quatre Arts en 1925, 1926, 1928 et 1929. On peut citer des œuvres telles que: Nature morte (1925), Cordoue à l'aube (1926), Pommes (1928) et Avant l'orage, Paysage (1929).

## Œuvres
- (ru) Ivan Ermakov /Ермаков, И. Д. étude psychologique de l'œuvre de Pouchkine /Этюды по психологии творчества А. С. Пушкина (1923).
- (ru) Ivan Ermakov /Ермаков, И. Д. analyse de l'œuvre de Nicolas Gogol/Очерки по анализу творчества Н. В. Гоголя (1923).
- (ru) Ivan Ermakov /Ермаков, И. Д. Psychanalyse de Pouchkine, Gogol et Dostoïevski/ Психоанализ литературы. Пушкин, Гоголь, Достоевский (1999).
- (ru) Ivan Ermakov /Ермаков, И. Д. expérience sur la cognition organique d'un enfant/Опьит органического познания ребёнка (2009).  (ISBN 978-5-98904-046-9)